# Đài quan sát khu vực và Cung thiên văn đồi Maximilian ở Žiar nad Hronom
Đài quan sát khu vực và Cung thiên văn đồi Maximilian ở Žiar nad Hronom (tiếng Slovakia: Krajská hvezdáreň a planetárium Maximiliána Hella v Žiari nad Hronom) là một cơ sở văn hóa và giáo dục tọa lạc ở thành phố Žiar nad Hronom, Slovakia. Địa điểm này bao gồm một đài quan sát thiên văn và một cung thiên văn, được thiết lập nhằm cung cấp và phổ biến thông tin về thiên văn học và các chủ đề khoa học liên quan đến công chúng, đặc biệt là trẻ em và thanh thiếu niên. Đài quan sát ở Banská Bystrica và Đài quan sát ở Rimavská Sobota đều nằm trong cơ cấu tổ chức của cơ sở này.

## Lịch sử
Đài quan sát huyện hoạt động ở Žiar nad Hronom từ năm 1973. Vào năm 1990, địa điểm này được đổi tên thành Đài quan sát Maximilian Hell nhân dịp kỷ niệm 270 năm ngày sinh của nhà thiên văn học nổi tiếng Maximilian Hell sống ở thế kỷ 18. Sáu năm sau, đài quan sát chuyển đến trụ sở mới, chính là tòa nhà ngày nay. Từ năm 2005, nơi này trở thành đài thiên văn khu vực, đồng thời được đổi tên thành Đài quan sát đồi Maximilian và Cung thiên văn ở Žiar nad Hronom. Peter Augustín đảm nhận vị trí giám đốc từ năm 2012.